# Yuichiro Kamiyama
Yuichiro Kamiyama –en japonés, 神山雄一郎, Kamiyama Yuichiro– (Oyama, 7 de abril de 1968) es un deportista japonés que compitió en ciclismo en la modalidad de pista. Ganó una medalla de plata en el Campeonato Mundial de Ciclismo en Pista de 1989, en la prueba de velocidad individual.
Participó en dos Juegos Olímpicos de Verano, en los años 1996 y 2000, ocupando el quinto lugar en Sídney 2000 en velocidad individual.

## Medallero internacional
| Campeonato Mundial | Campeonato Mundial | Campeonato Mundial | Campeonato Mundial       |
| Año                | Lugar              | Medalla            | Competición              |
| ------------------ | ------------------ | ------------------ | ------------------------ |
| 1989               | Lyon (Francia)     | Medalla de plata   | Velocidad individual (P) |